# Movimiento para la Liberación de Santo Tomé y Príncipe / Partido Social Demócrata
El Movimiento para la Liberación de Santo Tomé y Príncipe/Partido Social Demócrata (MLSTP/PSD) (en portugués: Movimento de Libertação de São Tomé e Príncipe/Partido Social Demócrata) es uno de los principales partidos políticos de Santo Tomé y Príncipe.

## Historia

### Primeros años
La organización, llamada en sus inicios "Comité para la Liberación de Santo Tomé y Príncipe", fue fundada en 1960 como un grupo de independentistas que se oponían a la dominación colonial portuguesa. En 1961 se unieron a la organización diversos grupos comunistas y socialistas que también luchaban contra el Imperio portugués en África. Finalmente, el CLSTP estableció su base en el vecino Gabón, en el África continental. Manuel Pinto da Costa, que se convertiría en el primer presidente de un Estado independiente de Santo Tomé y Príncipe, fue nombrado líder de la organización. Con todo, en 1972 el CLSTP se convirtió en el MLSTP. 
Después de la Revolución de los Claveles en abril de 1974, el nuevo gobierno de Portugal acordó la descolonización del archipiélago. Más tarde, ese mismo año, el MLSTP fue reconocido como el único representante legítimo del pueblo santotomense.

### Independencia y gobierno
Tras un breve período constituyente, se celebraron elecciones para el nuevo Parlamento, con una victoria total del MLSTP, que se hizo con los 16 escaños de la cámara. 
La independencia de Santo Tomé y Príncipe se proclamó el 12 de julio de 1975, con Manuel Pinto da Costa como presidente y Miguel Trovoada como primer ministro. La Constitución promulgada el 12 de diciembre entregaba de manera efectiva el poder absoluto al Presidente y declaraba que el MLSTP era el único partido político legal en el archipiélago.
Durante las décadas de 1970 y 1980, el MLSTP y por lo tanto, el gobierno de Santo Tomé y Príncipe, desarrollaron fuertes vínculos con Cuba, la República Popular China, la República Democrática Alemana y la URSS. Esto se debió a la fuerte influencia socialista del MLSTP, así como del resto de movimientos de liberación nacional similares que surgieron por toda África. 

### Transición hacia el pluripartidismo
A finales de 1989, una facción dentro del MLSTP se embarcó en una transición hacia un sistema multipartidista, tras un debate surgido en una Conferencia Nacional de la organización. 
Una nueva Constitución redactada por el Comité Central del MLSTP fue aprobada en un referéndum celebrado en agosto de 1990. 
En el Congreso del MLSTP celebrado en octubre de 1990, Carlos da Graça fue nombrado nuevo Secretario General, relevando del cargo a Manuel Pinto da Costa. Este Congreso trajo, además, una modificación del nombre de la organización, pasando desde entonces a llamarse Movimiento para la Liberación de Santo Tomé y Príncipe / Partido Social Demócrata. En un Congreso Extraordinario del MLSTP/PSD celebrado en mayo de 1998, Manuel Pinto da Costa fue elegido por unanimidad como presidente del Partido, cargo que ocupó hasta 2005. 
En la clausura del IV Congreso del MLSTP/PSD, celebrado en febrero de 2005, el ex primer ministro Guilherme Posser da Costa fue elegido presidente del MLSTP-PSD, sucediendo a Pinto da Costa. Hubo 708 votos a favor de Posser da Costa, que era el único candidato, y tres votos en contra. 
En junio de 2008, después de que el primer ministro Patrice Trovoada fuese destituido tras una moción de censura, el presidente Fradique de Menezes pidió al MLSTP/PSD que formase gobierno. No obstante, esta empresa desembocó en una serie de inestabilidades políticas en el país.
Actualmente, el MLSTP/PSD mantiene relaciones amistosas con partidos políticos de otros países de habla portuguesa, entre los que se encuentran el derechista Partido Social Demócrata (PSD) de Portugal y el Movimiento Popular para la Liberación de Angola.

## Resultados electorales

### Elecciones presidenciales
|  | 36.75 % |

|  | 47.25 % |

|  | 39.98 % |

|  | 4.06 % |

|  | 24.31 % |

|  | 20.75 % |

|  | 42.46 % |

### Elecciones parlamentarias
|  | 30.52 % |

|  | 42.53 % |

|  | 50.81 % |

|  | 39.56 % |

|  | 30.21 % |

|  | 32.81 % |

|  | 24.71 % |

|  | 40.32 % |

|  | 32.70 % |